# May-Louise Flodin
May-Louise Flodin (Estocolmo, Suecia; 5 de septiembre de 1934 - ibidem, 4 de febrero de 2011) fue una modelo y reina de belleza sueca ganó Miss Mundo 1952 siendo la segunda sueca en ganar la primera fue su compatriota Kerstin Håkansson, Miss Mundo 1951. Murió el 4 de febrero de 2011 a causa de un tumor cerebral.